# 슈테판 헬
슈테판 W. 헬(독일어: Stefan W. Hell, 1963년 1월 4일 ~ )은 독일·루마니아의 물리학자이다. 2014년에 "초 고해상도 형광 현미경 개발"이라는 이유로 노벨 화학상을 에릭 베치그, 윌리엄 머너와 공동 수상했다.